# Lubrificació
|  | Per a altres significats, vegeu «lubrificació vaginal». |

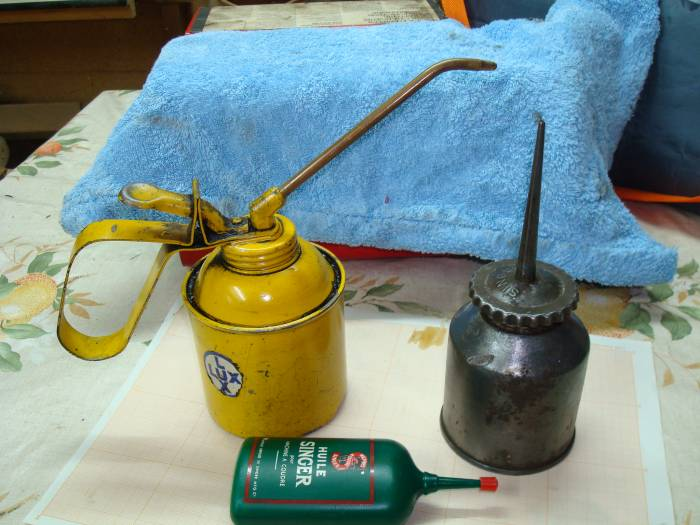
Estris de lubrificació

En mecànica, la lubrificació és la manera com s'utilitza el lubricant per a reduir la fricció entre dues peces i refrigerar-les, o dit d'altra manera, és l'acció de lubricar, que és impregnar amb una substància, generalment oliosa o greixosa, dues superfícies sòlides que llisquen en contacte mutu per a disminuir els efectes del fregament.

## Història
Tot va començar a l'antic Egipte, quan es feien servir arbustos i troncs per a disminuir el fregament dels trineus, per a arrossegar les pedres grosses destinades a les immenses construccions que s'hi construïen.
Quan es va generalitzar l'ús d'elements mecànics i va augmentar la velocitat relativa entre aquests, es va fer palesa la necessitat d'algun element que en disminuís el fregament, ja que, si no, s'hi presentaven elevats desgasts, altes temperatures, i fins i tot, el gripatge (en mecànica es fa servir aquest mot, quan dues peces amb moviment relatiu se solden per efectes de la calor generada), ja en el temps dels carruatges, es feien servir greixos animals (sèu) per a greixar-ne els eixos. No cal dir que aquesta necessitat va augmentar amb l'aparició de les màquines de vapor, en què, en principi, s'utilitzaven olis i greixos de procedència mineral (i alguns d'origen vegetal com l'oli de ricí).
Amb l'aparició del motor de combustió interna, es va fer més greu la necessitat de lubrificació, ja que el motor produïa calor per si mateix, i es feia evident la necessitat d'evacuar-lo, a més de la necessitat de suavitzar el contacte entre les peces.

## Funcionament
Es tracta d'interposar una pel·lícula de lubricant entre les dues superfícies en contacte; com que el lubricant s'adhereix a les superfícies, i el fregament entre molècules és molt més reduït, es redueix en gran manera el fregament entre les dues peces en contacte; a més, com que el lubricant s'hi va intercanviant, es pot aprofitar aquesta propietat per a evacuar la calor produïda pel fregament.

## Tipus de lubricació
Històricament, els sistemes de lubricació han anat evolucionant, i generant diferents tipus de lubrificació; així, en diferenciarem els tipus següents:

### Lubricació per dipòsit
És quan es diposita, de tant en tant, una quantitat de lubricant directament sobre les peces a lubricar. Comporta el desmuntatge de les peces per actuar-hi a sobre.
És el greixatge que es feia als eixos dels carruatges.

### Lubricació per caixa
Difereix de l'anterior perquè hi ha un recipient mitjançant el qual es facilita l'accés del lubricant a les peces en fregament, ja sigui perquè hi ha un dipòsit a l'efecte o una cavitat que és capaç d'albergar el lubricant.
S'utilitza avui en dia quan hi ha greixadors, i a les caixes de greix de les rodes dels trens. En màquines antigues, és fàcil apreciar petites caixes o recipients damunt de les carcasses dels eixos.

### Lubricació per xipolleig
La lubricació per xipolleig o de barboteig, en què s'aprofita el contacte directe de peces amb el lubricant per a crear-ne una dispersió per damunt dels mecanismes continguts dintre el càrter, que, al seu torn, hi actua com a dipòsit. En motors antics, s'hi arribava a afegir culleretes al peu de la biela per crear-hi aquesta dispersió.
En automobilisme, s'utilitza molt en caixes de canvis i en ponts diferencials, a part de la seva utilització en maquinària.

### Lubricació a pressió
S'anomena així qualsevol lubricació que faci servir bombes per a forçar l'arribada del lubricant a les peces a greixar. En aquest cas, hi ha un filtre en el conducte d'aspiració del dipòsit del lubricant, i també un circuit de lubricació per fer retornar el lubricant a aquest dipòsit.
Dintre aquest apartat, s'ha de fer menció a la lubricació per càrter sec, sistema utilitzat per cotxes esportius, i en aviació, que consisteix, de manera bàsica, en la utilització, almenys, de dues bombes, l'una d'impulsió i l'altra de recollida del lubricant. Normalment, no s'hi fa servir el càrter com a dipòsit, i s'hi fa servir el camí de tornada per fer passar el lubricant a través d'un radiador per a ajudar a refrigerar-lo.